# Bolivaia birama
Bolivaia birama är en insektsart som beskrevs av Delong 1982. Bolivaia birama ingår i släktet Bolivaia och familjen dvärgstritar. Inga underarter finns listade i Catalogue of Life.